# فارمینگتون‌هیلز (میشیگان)
فارمینگتون‌هیلز، میشیگان (به انگلیسی: Farmington Hills, Michigan) شهری در ایالات متحدۀ آمریکا با جمعیت ۷۹٬۷۴۰ نفر است که در ایالت میشیگان واقع شده‌است.